# Johann Carl Heinrich Hagemeister

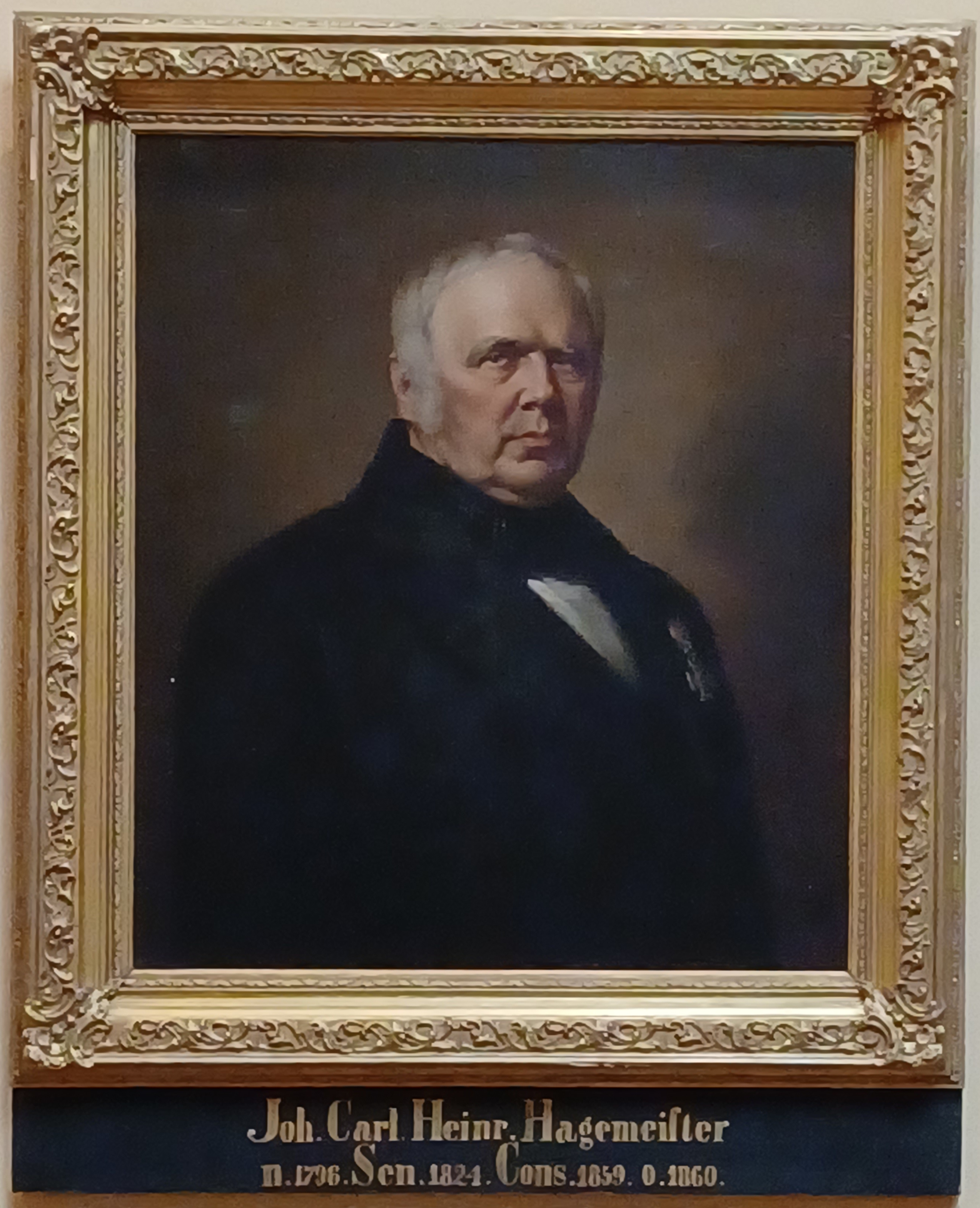
Joh. Carl Heinr. Hagemeister, Gemälde im Stralsunder Rathaus

Johann Carl Heinrich Hagemeister (* 4. September 1796 in Stralsund; † 16. November 1860 ebenda) war ein deutscher Jurist und Bürgermeister von Stralsund.

## Leben
Der älteste Sohn des Advokaten und späteren Regierungsrates Carl Friedrich Hagemeister (1766–1836) wurde zunächst durch Hauslehrer unterrichtet und besuchte anschließend das Gymnasium in Katharinenkloster. 1815 ging er an die Universität Göttingen, wo er bei Gustav von Hugo, Meister und  Georg Arnold Heise Rechtswissenschaften studierte. Im Frühjahr 1817 wechselte er an die Universität Heidelberg, wo er sich der dortigen Burschenschaft anschloss. Im folgenden Jahr ging er an die Universität Greifswald, wo er Ende November 1818 die Prüfung als Notar und Advokat bestand. Am 31. März 1819 erhielt er die Zulassung als Hofgerichtsadvokat.
Anschließend ging er nach Stralsund, um als praktischer Jurist tätig zu sein. 1824 wurde er in den Stralsunder Stadtrat gewählt. Er wurde Beisitzer im Niedergericht und Mitglied verschiedener Inspektionen städtischer Einrichtungen. 1825 wurde er Inspektor des Waisenhauses und Justiziar am Hauptzollamt. 1827 übernahm er die Leitung des gesamten Armenwesens der Stadt. Er gehörte ab 1834 zur Inspektion der Kämmerei und übernahm ab 1836 die Direktion der Steuer- und Quartierkammer. 1838 wurde er Mitglied des Waisengerichts und 1841 Direktor des Niedergerichts. 1846 übernahm er als Nachfolger seines verstorbenen Schwiegervaters Erichson die Direktion des Stadtkammergerichtes. Im selben Jahr übernahm er das Provisorat über das Johanniskloster. Er war 1848 Mitglied der Kommission zur Revision der städtischen Verfassung.
Als Stralsund wie alle Städte Preußens 1849 die städtische Gerichtsbarkeit verlor, bot man ihm die Direktion des Kreisgerichtes oder alternativ eine Stelle als Rat am Oberappellationsgericht in Greifswald an, was er jedoch ablehnte. 1850 wurde ihm der Rote Adlerorden 4. Klasse verliehen. 1858 wurde er erneut Vorsitzender der Kämmereiinspektion und übernahm interimistisch das Provisorat über das Kloster St. Jürgen am Strande.
Hagemeister wurde als stellvertretendes Mitglied für die Stadt Stralsund zum 13. und 14. Provinziallandtag der Provinz Pommern (1856 und 1861) gewählt. Er gehörte 1858 der Bezirkskommission zur Regulierung der Einkommensteuer an. Im selben Jahr wurde er vom preußischen Innenminister zum Mitglied der Kommission für die Revision der Städteverfassungen Neuvorpommerns ernannt. Er war vorsitzendes Mitglied der Hilfskasse des Kommunallandtags von Neuvorpommern und Rügen.
Seine Ernennung zum Bürgermeister von Stralsund erfolgte im November 1858, der Amtsantritt im Januar des folgenden Jahres. Er übernahm zusätzlich das Provisorat über St. Annen und Brigitten sowie das spezielle Kirchenpatronat über die Nikolai- und die Jakobikirche sowie die Kirche Voigdehagen. Außerdem behielt er die Leitung des Armenwesen.
Obwohl sich ab Sommer 1860 seine Gesundheits verschlechterte, arbeitete er, soweit es sein Zustand zuließ, weiter in seinen Ämtern. Am 16. November starb Johann Carl Heinrich Hagemeister. Er wurde am 19. November auf dem St.-Jürgen-Friedhof beigesetzt.

## Familie
Der Vater Carl Friedrich Hagemeister war 1790 Advokat, 1796 Hofrat, 1798 Prokurator Domaniorum und 1815 Kammerrat. 1818 wurde er königlich preußischer Regierungsrat und Justiziar bei der Regierung in Stralsund. Mit seiner Frau Charlotte Caroline, der Tochter des Stralsunder Kaufmanns Joachim Heinrich Reimer hatte er acht Kinder.
Johann Carl Heinrich Hagemeister heiratete 1825 in erster Ehe Pauline Pyl († 1833), Tochter des Greifswalder Assessors Paul Gottfried Pyl. Ihre drei Söhne, von denen einer vor dem Vater starb, wählten juristische Berufe. Der zweiten Ehe (1836) mit Luise Johanna Erichson, Tochter des Stralsunder Stadtkämmerers Erichson, entstammten zwei Töchter und ein Sohn.